# Drakbåtarna
För båtmodellen, se Drakbåt.
Drakbåtarna var en åkattraktion i nöjesparken Liseberg i Göteborg. Den är tillverkad av det tyska företaget Zierer Karusell und Fahrzuegfabrik och byggdes 1997 och stängdes 2019.
Attraktionen var placerad i närheten av Lisebergs södra entré och bestod av sex gondoler med plats för sex personer i varje gondol. Gondolerna var utformade som vikingaskepp och var fästa vid var sin arm som satt fast i attraktionens mitt. Båtarna hölls på plats av armarna och flöt på vattnet i botten av attraktionen. Armarna drog runt båtarna och fick även båtarna att åka uppåt och neråt i rörelser som simulerade vågor.